# Pacto de Estado por la Ciencia
El Pacto de Estado por la Ciencia es una iniciativa de diversos investigadores vinculados a la Sociedad Española de Bioquímica y Biología Molecular presentada en la Universidad Autónoma de Madrid en febrero de 2004.
Esta propuesta de Pacto de Estado por la Ciencia ha sido elaborada y firmada por diez científicos con responsabilidad en áreas de gestión y dirección de centros de investigación del sistema público español: 
- Jesús Ávila. Presidente de la SEBBM. Director del CBM "Severo Ochoa" (CSIC-UAM). Madrid.
- Mariano Barbacid. Director del CNIO. Madrid.
- Miguel Beato. Director del CRG. Barcelona.
- Féliz Goñi. Director de la Unidad de Biofísica del CSIC/UPV-EHU. Bilbao.
- Joan J. Guinovart. Director del Instituto de Investigación Biomédica, catedrático de la UB. Barcelona.
- José López Barneo. Jefe del Servicio de Investigación del Hospital Virgen del Rocío. Sevilla.
- Carlos Martínez Alonso. Director del Centro de Inmunología y Oncología. CNB. Madrid .
- Federico Mayor Menéndez. Ex-Director del CBM "Severo Ochoa". Madrid.
- Ginés Morata. Premio Nacional de Investigación "Ramón y Cajal". Premio "Jaime I" de Investigación. Prof. Investigación CSIC. Madrid.
- Vicente Rubio. Presidente electo de la SEBBM. Director del IBV (CSIC). Valencia.
- Margarita Salas. expresidenta del Instituto de España. Miembro de la RAC y de la RAE.